# 尉殿神社
尉殿神社（じょうどのじんじゃ）は、東京都西東京市にある神社である。

## 歴史
旧社号を尉殿権現と言い、古くから上保谷村の総鎮守社であった。創建当初、尉殿権現は宮山（現在の西東京市谷戸町付近、古くは上保谷分だったと伝承される）にあったが、1622年（元和8年）に上保谷の尉殿権現に、1646年に田無の尉殿権現（現・田無神社）にそれぞれ分祀された。なお、宮山の尉殿権現の創建については、上保谷の伝承では建長年間（1249年 - 1256年）、田無の伝承では正応年間（1288年 - 1292年）とされている。
なお、旧神体の倶利迦羅不動明王（現在は旧別当寺の寳晃院に安置）は水の神で、祭神の級長戸編命は風の神である。これは、水に乏しく、秋から冬にかけて風が吹き荒れた保谷の風土にふさわしい神が祭られていたと考えられる。

## 文化財
石燈籠一対 - 西東京市指定文化財第39号
江戸時代初期の1682年（天和2年）に寄進されたもので、「上保谷村惣氏子」と銘文されている。すでにこの時代、上保谷の村民全てを「惣氏子」とする村鎮守であったことを明らかにする資料となっている。
木彫彩色倶利迦羅不動明王像 - 西東京市指定文化財第31号
江戸時代前期頃の造立された当社に祀られていた仏像の神体である。1868年（明治元年）の神仏分離令によって権現号と共にその信仰を禁止されたため、氏子によって保存され現在はかつての別当寺である寳晃院に収蔵されている。

## 交通
ひばりヶ丘駅（西武池袋線）から徒歩13分。

## ギャラリー

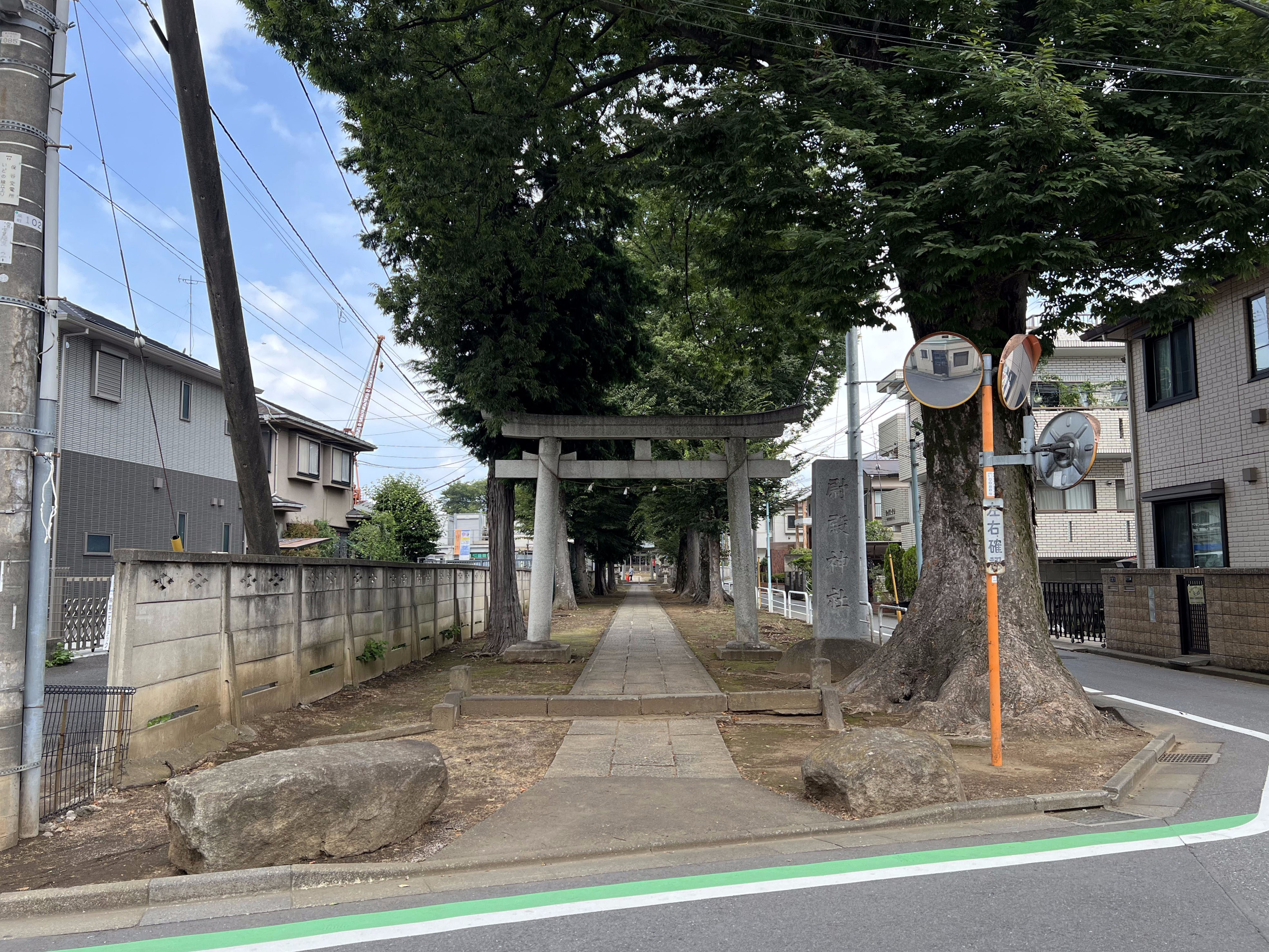
入口
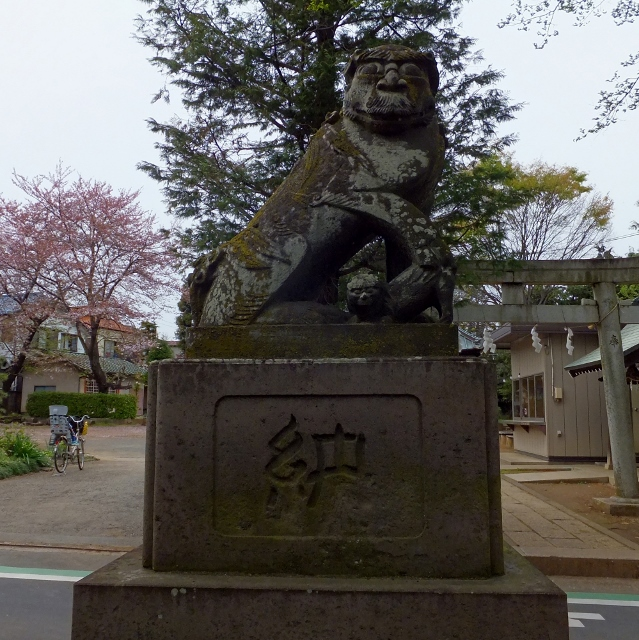
狛犬（左） （2016年4月10日撮影）
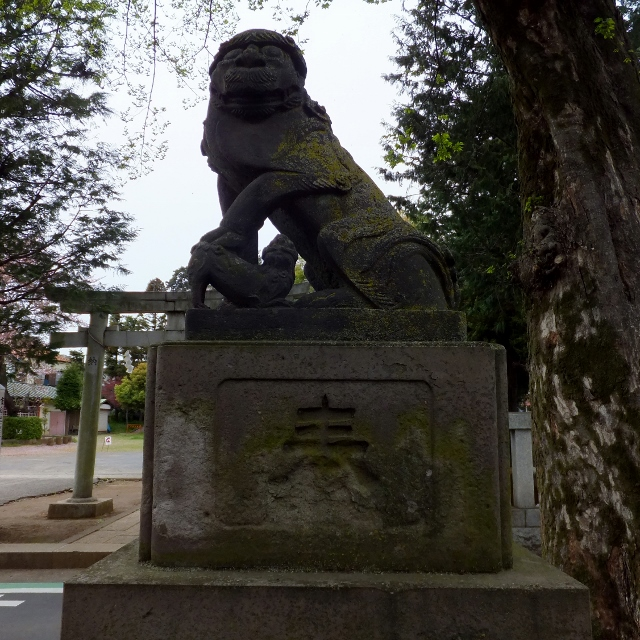
狛犬（右） （2016年4月10日撮影）
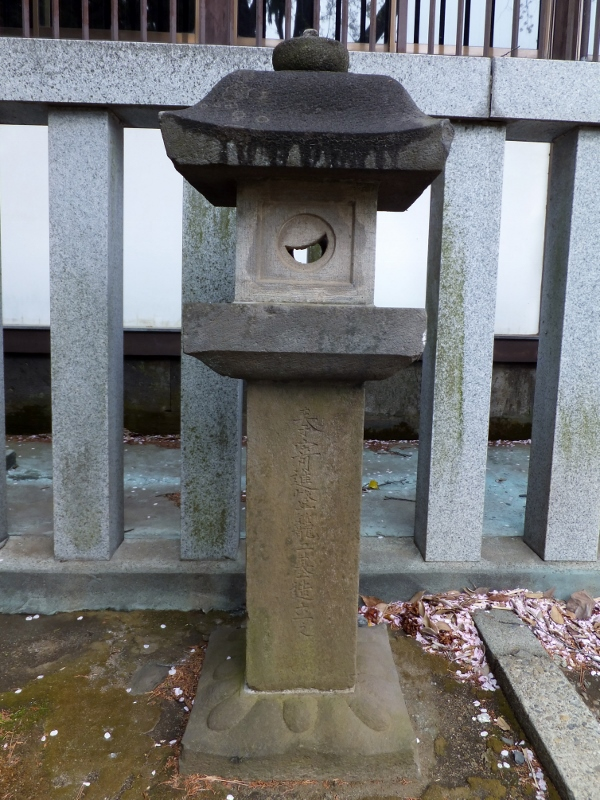
石燈籠（左） （2016年4月10日撮影）
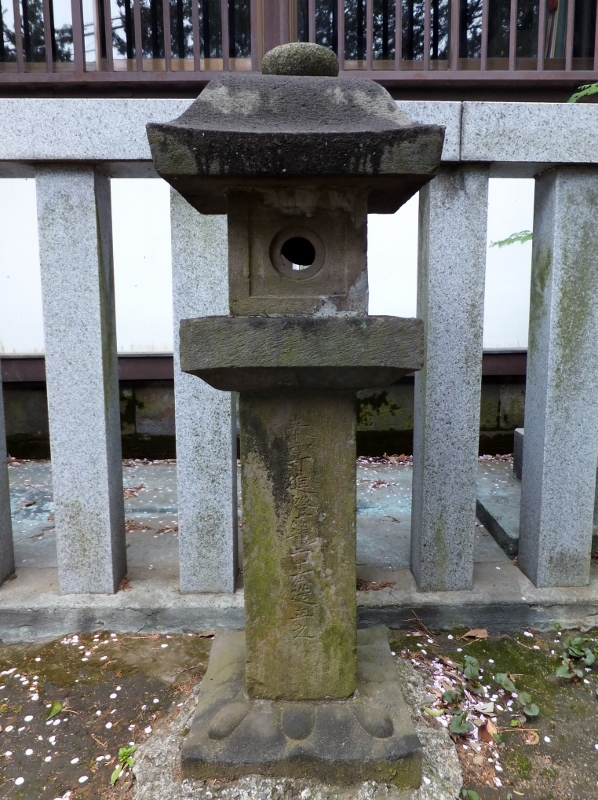
石燈籠（右） （2016年4月10日撮影）